# Héctor González Guevara
Héctor González Guevara (Mazatlán, Sinaloa, el 27 de agosto de 1917) es un médico mexicano.

## Biografía
Hijo de Antonio J. González Lie y de Leonor Guevara Morales; fue el cuarto de cinco hermanos: 1º. Antonio González Guevara, 2º. Jorge González Guevara, 3º. Carlos González Guevara, y 5º. Rodolfo González Guevara. Casó en con María del Carmen González, tuvo siete hijos: María del Carmen, Héctor, Enrique, Rogelio, Víctor Armando, Jaime Antonio e Irma Guadalupe. Se graduó como médico cirujano y partero en la Universidad de Guadalajara, el 10 de enero de 1942, ejerciendo la profesión médica en Mazatlán desde marzo de 1942.

## Trayectoria
Cargos y actividades médicas:
- Director del Hospital del Ferrocarril del Pacífico en Mazatlán. (1945 y 1950)(1960 a 1963)
- Director del Hospital Civil de Mazatlán. (1947 a 1951)
- Director de la Clínica-Hospital del Instituto Mexicano del Seguro Social en Mazatlán. (1960-1977)
- Presidente de la Asociación Médica del Sur de Sinaloa. (1945 a 1952)
- Presidente y fundador del Colegio de Médicos y Cirujanos de Mazatlán, A.C. (1954)
- Presidente y fundador de la Sociedad Médica de Estados Unidos y México (1957)
- Miembro del Colegio Americano de Cirujanos.
- Miembro del Consejo Mexicano de Cirugía General.

Actividades culturales:
- Miembro fundador y presidente de la corresponsalía del Seminario de Cultura Mexicana (1960 a 1965).
- Presidente del consejo directivo de la Sociedad Nacional de “Amigos de Genaro Estrada A.C.” (1976)

Actividades políticas:
- Primer regidor suplente del Municipio de Mazatlán, siendo propietario el Sr. Amado Guzmán. (1951 a 1953)
- Diputado local propietario XLI Legislatura del Estado de Sinaloa. Presentó ante el Congreso una iniciativa de Ley de Profesiones para el Estado de Sinaloa, la cual fue aprobada y se encuentra en vigor, esta ley prevé la formación de colegios de profesionistas. Esta iniciativa la tomaron otros estados del país. (1954-1956)
- Presidente municipal constitucional del Municipio de Mazatlán. (1957 a 1959)
- Senador suplente del Lic. Amado Estrada Rodríguez. (1964 a 1970)
- Coordinador del CEN del PRI en el sur de Sinaloa, durante la campaña presidencial del Lic. Gustavo Díaz Ordaz. (1963)
- Coordinador del CEN del PRI y del CEPES en el sur de Sinaloa, durante la campaña presidencial del Licen el sur de sinaloa, durante la campaña presidencial del lic. Luis Echeverría Álvarez.
- Diputado federal por el IV distrito electoral de Sinaloa en la LI legislatura del H. Congreso de la Unión; donde fue nombrado presidente de la Comisión de Turismo (1979 a 1982)
- Coordinador del consejo consultivo del CDM del PRI en Mazatlán. (1987)

Reconocimientos y homenajes recibidos:
- El 24 de septiembre de 1987 recibe la nota laudatoria Plutarco Elías Calles, por haberse considerado el priista sinaloense con más relevante trayectoria partidista; 'por haber dedicado su trayectoria de militante político a cumplir con lealtad y convicción las tareas que le fueron encomendadas', y que era digno de recibir el reconocimiento porque antes de ser un propulsor y ejecutor de leyes, había impreso a su labor como servidor público, el humanismo propio de su profesión”. Distinción que le fue entregada por el presidente del CEN del PRI.
- El 20 de marzo de 1981 el Instituto Mexicano del Seguro Social por medio del H. Consejo Consultivo Delegación Sinaloa rindióe honor a quien honor merece, al imponerle al Hospital General de Zona no. 3 "Dr. Héctor González Guevara"; como reconocimiento a la trayectoria que tuvo como médico y en la dirección de la institución a la que sirvió por más de 17 años.
- En 1991 el periódico Noroeste de Mazatlán, en el campo humanístico le reconoce la limpia trayectoria que como médico y servidor público en instituciones de salud ha tenido el Dr. Héctor González Guevara, y lo nombra “personaje del año”.
- El 15 de octubre de 1993 por decisión del Cabildo, el H. Ayuntamiento de Mazatlán como reconocimiento por su entrega y servicio en favor de los más necesitados tanto en su vida pública, como profesional, impuso el nombre del “Dr. Héctor González Guevara” a la calle del centro histórico anteriormente llamada Independencia.

- Datos: Q5906186